# 송원대학교
송원대학교(松源大學校, Songwon University)는 대한민국 광주광역시 남구에 소재한 사립 대학이다.

## 연혁
1973년 12월 1일, 재단법인 대성의숙(현 학교법인 송원대학교)에 의하여 광주실업전문대학이 설립되었다. 1979년 1월 1일, 송원공업전문대학으로 교명을 변경하였다. 1980년 9월 13일, 송원실업전문대학으로 교명을 변경한다. 1992년 3월 1일, 송원전문대학으로 다시금 교명을 변경하고, 1998년 5월 1일 송원대학으로 교명이 변경되었다. 2011년 5월 24일, 일반대학으로 학제 개편이 인가되어 2012년 3월 1일, 송원대학교로 교명을 변경한다.
한편 2018년, 대학기본역량진단 결과 역량강화대학에 선정된 이력이 있다.

## 교육편제
송원대학교는 학부와 대학원 과정이 모두 개설되어 있다.
송원대학교 학부 과정은 별도의 단과대학 설치 없이 인문사회계열, 자연과학계열, 예체능계열, 공학계열별로 편제되어 있다. 대학원 과정의 경우 일반대학원을 설치하지 않아 연구자 양성 과정은 없으며, 특수대학원으로 휴먼산업대학원을 설치하여 석사 과정을 제공하고 있다.